# LEGO Batman
LEGO Batman is een thema van de Deense speelgoedfabrikant LEGO rond de superheld Batman van DC Comics. Het thema bestaat uit:
- een serie computerspellen:
  - LEGO Batman: The Videogame uit 2008
  - LEGO Batman 2: DC Super Heroes uit 2012
  - LEGO Batman 3: Beyond Gotham uit 2014
- The Lego Batman Movie uit 2017